# Salvelinus agassizi
Salvelinus agassizi (englische Trivialnamen: Silver trout oder Dublin Pond trout) ist eine ausgestorbene Süßwasserfischart aus der Gattung der Saiblinge. Das Vorkommen war auf zwei Gewässer im US-amerikanischen Bundesstaat New Hampshire beschränkt. Das Artepitheton ehrt den Zoologen Louis Agassiz.

## Merkmale
Salvelinus agassizi wog gewöhnlich zwischen 1,4 und 2,3 Kilogramm. Es sind jedoch auch Individuen gefangen worden, die ein Gewicht von 3,2 Kilogramm erreichten. Beim Männchen war die Oberseite dunkel graugrün, zum Seitenlinienorgan wurde die Färbung heller und gelblich. Die Unterseite war gelb bis blass perlgrau mit einem hell saturnroten Anflug. Kehle und Unterbauch waren reinweiß. Stumpf orange-gelbe Punkte und fünf blasslila Eiflecke mit purpurroten Zentren waren über die Körpermitte verstreut. Der Kopf war hell olivgrün mit zahlreichen metallisch-schimmernden rosafarbenen, perlfarbenen, gelblichen, violetten oder rötlichen Tönen. Der Unterkiefer war weißlich mit dunklen Sprenkeln und einer etwas fleischfarben oder stumpf-orange getönten Spitze. Die Iris war strohgelb. Die Rückenflosse war stumpfgelb und mit unregelmäßigen dunklen Querstrichen durchzogen. Die Flossenstrahlen waren stumpf violett und etwas heller an der oberen Kante mit einer schmalen dunklen Linie. Die Brustflossen, die Bauchflossen und die Analflossen waren hell violett-rosa.

## Aussterben
Der Rückgang von Salvelinus agassizi begann im späten 19. Jahrhundert, als die Bestände im Frühjahr und Herbst überfischt wurden. Der dramatische Zusammenbruch der Population erfolgte jedoch, als faunenfremde Fischarten wie der Atlantische Lachs, die Regenbogenforelle, der Amerikanische Seesaibling, der Königslachs, der Katzenwels, der Arktische Stint, der Gelbbarsch und der Amerikanische Streifenbarsch im Dublin Pond und im Christine Lake ausgesetzt wurden. Sie stellten den Saiblingen nach und dezimierten die Brut und die Eier. Darüber hinaus wurden sowohl der Dublin Pond als auch der Christine Lake für die Zucht der Bachforelle und des Bachsaiblings genutzt, was zu einer Hybridisierung zwischen Salvelinus agassizi und Salvelinus fontanalis führte. Der Letztnachweis im Christine Lake war 1926. Im Dublin Pond wurden 1930 die letzten sechs Exemplare gefangen. 1939 wurde die Art für ausgestorben erklärt.

## Systematik
Salvelinus agassizi wurde 1849 entdeckt, aber erst 1885 von Samuel Garman als Salmo agassizii wissenschaftlich beschrieben. 1885 wurde er von David Starr Jordan und 1914 von William Converse Kendall als Unterart des Bachsaiblings (Salvelinus fontinalis) eingestuft. Bei einem Vergleich zwischen Salvelinus agassizi und Salvelinus fontinalis, den der US-amerikanische Ichthyologe Robert John Behnke vom Museum of Comparative Zoology der Harvard University im Jahre 1972 durchgeführt hatte, erkannte er jedoch Unterschiede in Morphologie und Färbung zwischen den beiden Taxa, die zu einer Reklassifizierung von Salvelinus agassizi als Art führten.